# Diccionario de mexicanismos
El Diccionario de mexicanismos de la Academia Mexicana de la Lengua es una obra lexicográfica que presenta y explica los mexicanismos sincrónicos, definidos como vocablos que actualmente emplean los hablantes mexicanos y que son desconocidos por los hablantes de otras regiones de habla hispana. Su corpus está conformado de varias fuentes de información, entre las que se encuentran páginas de Internet, diccionarios y películas, además del habla espontánea de hablantes en diversas situaciones comunicativas.
La primera edición, coordinada por Concepción Company, presidenta de la Comisión de Lexicografía de la Academia, fue publicada en 2010, y contó con la colaboración de Ernesto de la Peña como Asesor de Léxico y Redacción. La academia mexicana de la lengua trabaja en una segunda edición que fue programada para publicarse en 2016, después reprogramada para 2018, después reprogramada para 2020 y que, finalmente, apareció en 2022.

## Contenido
El libro trata de recoger «el conjunto de voces, locuciones, expresiones y acepciones caracterizadoras del habla de México, que distancian la variante mexicana respecto del español peninsular, concretamente, de su variedad castellana».
En el libro las nomenclaturas están organizada alfabéticamente. Asimismo aparecen extranjerismos y nombres comerciales que son marcas registradas.
Algunos de los términos que recoge el libro, son los siguientes: Ñerez, güey, xkikil, chingaputimadral, ¡íngasu!, guarro, narcocorrido, ¡quióbole!, wachear, culero, chingüengüenchon, peiper, junto con 11 400 voces y 18 700 acepciones que la Academia Mexicana de la Lengua ha recogido.

### Críticas
Luis Fernando Lara señala que además de los errores lexicográficos que tienen, también hay erratas en el análisis de algunos términos, como abalanzarse, definido como «aprovecharse una persona de algo», y que según Lara en realidad querría decir «lanzarse con precipitación o ímpetu sobre algo o alguien», entre otras más. Asimismo, no hace una conexión entre las nominaciones de plantas y animales con las clasificaciones biológicas para poder reconocerlos adecuadamente aunque, a este respecto, la Academia Mexicana de la Lengua menciona que léxico de estos temas se encuentra en preparación y revisión por parte de biólogos de la Universidad Nacional Autónoma de México.